# 蘇薩帕亞區
17°21′12″S 70°07′58″W / 17.3532°S 70.1327°W
蘇薩帕亞區（西班牙語：Distrito de Susapaya），是秘魯的一個區，位於該國南部塔克納大區的塔拉塔省，始建於1954年10月26日，面積373.2平方公里，海拔高度3,390米，2005年人口747，人口密度每平方公里2人。